# 四次元と芸術の関係

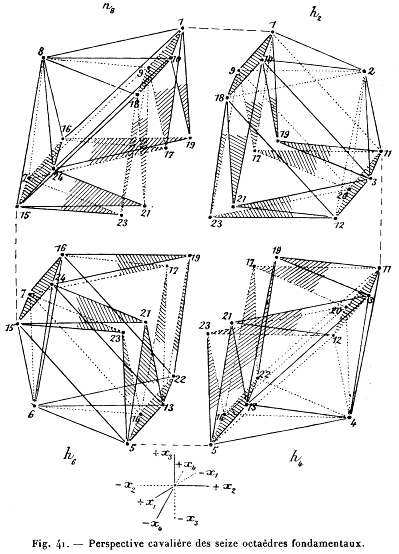
ジューフレのTraité élémentaire de géométrie à quatre dimensionsにある挿絵。モーリス・プランセがこの本をピカソに贈り、ピカソが影響を受けたと考えられている。

4次元空間という概念（及びそれを視覚化することの難しさ）がもたらす新たな可能性は、20世紀前半の多くのモダンアーティストたちにインスピレーションを与えた。原始的キュビスト、シュルレアリスト、未来派、そして抽象画家らは、高次元数学から着想を得、それを採り入れることで革新的な作品を生み出したのである。

## 初期の影響
フランスの数学者モーリス・プランセは、「le mathematicien du cubisme（「キュビスムの数学者」の意）」として知られていた。パブロ・ピカソ、ギョーム・アポリネール、マックス・ジャコブ、ジャン・メッツァンジェ、そしてマルセル・デュシャンを含むアバンギャルドの集団である、エコール・ド・パリにおいて、プランセは、20世紀初頭の10年間に、アンリ・ポアンカレの作品を、また、洗濯船のキュビスムの画家らに「四次元」の概念を、それぞれ紹介したことについて、評価されている。
プランセは、ピカソを数学者エスプリット・ジューフレの「Traite elementaire de geometrie a quatre dimensions（四次元の幾何学に関する基礎的考察、1903年）」（エスプリット・ジューフレが「超立方体」と形容し、他には「四次元における複雑な多面体」と形容し、二次元の平面上にそれらを再現しようと試みた、ポアンカレの『Science and Hypothesis』の通俗化）において紹介した。ピカソの「ダニエル＝ヘンリー・カーンワイラーの肖像」（1910年）は、このような多面体の成形に数月を投じた画家らにとって、重要な作品であった。この絵は、Jouffretの作品との類似点を生み出し、また、「アビニヨンの娘たち」に代表される原始的キュビスム画家らのフォービスムから明確に離れ、より考え抜かれた空間と形状の分析への動きを見せるものであった。
原始的キュビスムの画家であるマックス・ウェーバーは、「カメラワーク」誌の、アルフレッド・スティーグリッツの1910年7月の課題として、「プラスチックの観点からみる四次元」と題する記事を執筆した。この記事でウェーバーは、「プラスチック・アートにおいては、私が確信するところによれば、あらゆる方向への空間の圧倒的な意識感覚として表現されうる四次元が存在し、これは、3つの既知の測定値を通してその存在に至らされたものである」と言及した。
エコール・ド・パリにおける他の影響は、ジャン・メッツァンジェとアルベール・グレーズの両画家と理論家によるものであった。キュビスムを主題に書かれた最初の主要な論文は、1912年の共著『Du Cubisme』であり、次のような記述がみられる。
「もし私たちが空間をキュビスムの画家らを以て幾何学と関連させたいと願うならば、私たちはそれをユークリッドの数学者らに諮らねばならない。すなわち、私たちは、多くの長さ、ベルンハルト・リーマンの理論について確かに、もっと学ぶ必要があるということだ」
アメリカのモダン画家であり、かつ、写真家であったモートン・シャンバーグは、1910年に、ウォルター・パック宛てに2通の手紙を書き、そのうち、アバンギャルドの作品に対する四次元の影響について述べられた一部は、「フィラデルフィア・インクワイアラー」誌の、アーモリーショーのレビューの一部において刊行された。これは、アーティストが、「空間の表現や表現と空間のデザイン」を区別する「形式の調和的な使用」を如何にして採用しているのかを述べたものである。
「もしも私たちが、いまだ三次元にデザインをさらに加えるのであれば、重量についての考察、圧力、抵抗、運動といったものは動きとは区別され、四次元においてデザインと適法的に呼ばれうるもの、或いは、任意に量と呼ばれうるものの調和的利用にに到達することだろう。セザンヌのような男の巧みな制作を高く評価しうるのは、この一点においてのみである」
幾何学的な単純化と光学現象についてのセザンヌの探求は、キュビスムのアーティストらを、同一物体を同時に複雑な複数視点から観察するときの同時性の実験へと促した。

## 次元主義の宣言
1936年のパリにおいて、チャールズ・シラトは、「Manifeste Dimensioniste」を発表した。その内容は以下のとおりである。
次元主義者の傾向が導いたもの
1. 線を離れ面に入る文学
2. 面を離れて空間に入る絵画
3. 閉じた不動の形状から飛び出す彫刻
4. これまで完全に描画不可能であった四次元空間の芸術的征服

マニフェストは、世界中の多くの有名な現代芸術家らによって署名された。すなわち、ジャン・アルプ、フランシス・ピカビア、ワシリー・カンディンスキー、ロベール・ドローネー、そしてマルセル・デュシャン、その他パリにおいて名をはせた者らの署名ののちすぐに、マニフェストは、モホリ＝ナジ・ラースロー、ジョアン・ミロ、デビッド・カカバーゼ、アレクサンダー・カルダー、そしてベン・ニコルソンを含む外国の芸術家らによって裏付けられた。

## 「磔刑（超立方体的人体）」
1953年、シュルレアリスムの芸術家であるサルバドール・ダリは、彼の「核と超立方体の、爆発的な」キリストの磔刑の光景を描く作品についての意向を表明した。彼は、「この絵は、私の夏の偉大な形而上学的作品となるだろう」と述べた。イエス・キリストを超立方体の構造に乗せる「磔刑」）は翌年に完成され、正八胞体としても知られることとなった。正八胞体を8つの立方体に展開することは、立方体の各辺を6つの正方形に広げることに類似している。メトロポリタン美術館は、この作品を、「よく描かれてきた主題の新しい解釈。肉体的傷害に対するキリストの霊的勝利。」と表現している
。

## 抽象絵画
ピエト・モンドリアン（1872-1944）の抽象作品の多くと、新造形主義の彼の習作は、視覚的に別の次元に伸びる垂直線をもつことから、夢想的な宇宙に対する彼の見方を根底にあるといわれる
。

## 他の芸術の形
四次元は、多くの物語の主題とされてきた。

## 参照
- デ・ステイル
- 5次元
- 4次元
- 持続
- 時空の哲学
- オクタキューブ（英語版）
- 幾何学構成的絵画